# تفرع (بلوكتشين)
في تقنية البلوكتشين، يتم تعريف التفرع  بشكل مختلف على النحو التالي:
- "ماذا يحدث عندما تتحول شبكة بلوكتشين ما إلى فرعين محتملين"
- "تغيير في البروتوكول الخاص بشبكة بلوكتشين ما" ، أو
- حالة إشكالية "تحدث عندما يكون لكتلتين (بلوكين) أو أكثر نفس ارتفاع الكتلة" [2]

يرتبط التفرع بحقيقة أن الأطراف المختلفة بحاجة إلى استخدام قواعد مشتركة للحفاظ على تاريخ البلوكتشين. عندما لا تتفق الأطراف، قد تظهر شبكات بلوكتشين بديلة. في حين أن معظم التفرعات قصيرة العمر، فإن بعضها دائم. ترجع التفرعات قصيرة العمر إلى صعوبة الوصول إلى إجماع سريع في نظام موزع. بينما تم استخدام التفرعات الدائمة (بمعنى تغييرات البروتوكول) لإضافة ميزات جديدة إلى بلوكتشين ما، يمكن أيضًا استخدامها لعكس تأثيرات القرصنة مثل حالة إيثريوم وإيثريوم كلاسيك، أو تجنب الأخطاء الكارثية على شبكة كما كان الحال مع تفرع البيتكوين في ٦ آب \ أغسطس ٢٠١٠.[بحاجة لمصدر] تم تقديم مفهوم تقنية البلوكتشين لأول مرة في عام 2008 من قبل شخص غير معروف أو مجموعة من الأشخاص يستخدمون الاسم المستعار "ساتوشي ناكاموتو" في مستند فني يصف تصميم عملة مشفرة لامركزية تسمى بيتكوين. تمت مناقشة تفرعات البلوكتشين على نطاق واسع في سياق مشكلة قابلية توسع بيتكوين .   

## أنواع التفرعات
يمكن تصنيف التفرعات على أنها عرضية أو متعمدة. يحدث التفرع العرضي عندما يعثر اثنان أو أكثر من المعدنين على بلوك (كتلة) في نفس الوقت تقريبًا. يتم حل الفرع عند إضافة البلوك (الكتلة) اللاحقة وتصبح إحدى السلاسل أطول من البديل. تتخلى الشبكة عن البلوكات التي ليست في أطول سلسلة (تسمى البلوكات اليتيمة).
يمكن تصنيف التفرعات المقصودة التي تعدل قواعد البلوكتشين على النحو التالي:

### تفرع صارم
التفرع الصارم هو تغيير في بروتوكول بلوكتشين غير متوافق مع الإصدارات السابقة، ويتطلب من جميع المستخدمين والمعدنين ترقية برامجهم لمواصلة المشاركة في الشبكة. في التفرع الصارم، تنقسم الشبكة إلى نسختين منفصلتين: أحدهما يتبع القواعد الجديدة والآخر يتبع القواعد القديمة.
على سبيل المثال ، مرت إيثريوم بتفرع صارم في عام ٢٠١٦ من أجل "تعويض خسارات المستثمرين" في داو معروفة بـ ذ داو، والتي تم اختراقها من خلال استغلال ثغرة أمنية في التعليمات البرمجية الخاصة بها. في هذه الحالة، نتج عن التفرع انقسام لإنشاء شبكتي بلوكتشين هما إيثريوم وإيثريوم كلاسيك.
من الأمثلة الأكثر حداثة هو التفرع الصارم الذي مرت به بلوكتشين بيتكوين في عام ٢٠١٧، مما أدى إلى إنشاء بيتكوين كاش.  يرجع تقسيم الشبكة بشكل أساسي إلى الخلاف حول كيفية زيادة المعاملات في الثانية لاستيعاب الطلب المتزايد على استخدام الشبكة. 

### تفرع مرن
التفرع المرن هو تغيير متوافق مع الإصدارات السابقة لبروتوكول بلوكتشين ما، يسمح بإدخال قواعد جديدة دون مطالبة جميع المستخدمين بترقية برامجهم. في التفرع المرن، يطبق غالبية المعدنين في الشبكة القواعد الجديدة ويبدأون في اتباع الإصدار المحدث من البلوكتشين. يمكن لبقية الشبكة الاستمرار في اتباع الإصدار القديم من البلوكتشين، لكن لن يتمكنوا من التحقق من صحة البلوكات (الكتل) الجديدة التي تتبع القواعد المحدثة. نظرًا لأن التفرع المرن متوافق مع الإصدارات السابقة، لا ينتج عنه إنشاء بلوكتشين جديد أو تقسيم الشبكة. بدلاً من ذلك، يسمح للشبكة بالانتقال تدريجيًا إلى القواعد الجديدة مع الحفاظ على التوافق مع القواعد القديمة. 